# 西山誠人
西山 誠人（にしやま まこと、1977年1月25日 - ）は、日本の男性キックボクサー。神奈川県出身。アクティブJ所属。桐蔭学園中学、桐蔭学園高等学校理数科を経て、東京大学農学部卒業および東京大学大学院農学生命科学研究科修士課程修了。味の素株式会社勤務。 元WFCAタイボクシング世界ライト級王者。

## 来歴
高校生でキックボクシングを始め、現役で東京大学に進学。
1997年3月9日、大学在学中にプロデビュー。同じ東大生格闘家に修斗の巽宇宙がいる。
2000年7月31日、初代J-NETWORKライト級王座決定戦で五十嵐ヨシユキと対戦し、3-0の判定勝ちで王座を獲得した。
2000年10月17日、J-NETWORKで「切り裂き魔」の異名を持つカチャスック・ジャンボジムと対戦し、逆に肘打ちでカットさせTKO勝ちを収めた。
2001年2月26日、J-NETWORKでマーシャルアーツ日本キックボクシング連盟ライト級王者井上哲と対戦し、カットによるTKO負け。8戦目での初黒星となった。
2001年4月、味の素株式会社に入社。
2003年10月19日、J-NETWORKで金沢久幸と対戦し、額カットによるTKO勝ちを収めた。
2005年9月21日、J-NETWORKで行なわれたWFCAタイボクシング世界ライト級王座決定戦でカリム・エル・オスロウティと対戦し、顔面への膝蹴りでKO勝ちを収め王座を獲得した。
2007年6月3日、J-NETWORK「TEAM DRAGON QUEST 1」で梶原龍児とWFCAタイボクシング世界ライト級タイトルマッチで対戦し、0-3の判定負けで王座から陥落した。
2009年6月21日、M-1スーパーライト級王座決定戦で菅原勇介と対戦し、TKO勝ちで王座を獲得した。
2009年9月13日、M-1で行なわれたWPMF世界スーパーライト級王座決定戦でアバット・アハマドと対戦し、TKO負けで王座獲得ならず。
2010年9月11日、新日本キックボクシング協会「TITANS NEOSⅧ」メインイベントで、K-1 WORLD MAXライト級日本トーナメント第3位の松本芳道と対戦し、左膝蹴りでKO勝ちを収めた。試合後にはK-1参戦をアピールした。
2010年11月8日、K-1初参戦となったK-1 WORLD MAX 2010 -70kg World Championship Tournament FINALのオープニングファイトで大石駿介と対戦し、右ストレートでKO勝ちを収めた。
2013年1月13日、自身のキャリアの最終戦と決意して臨んだKrush Grand Prix 2013で野杁正明と対戦し、KO負け。この試合を最終戦とした理由はプロとして継続的な試合出場が困難になってきたため、としている 。
2014年5月6日、J-KICK 2014 ～The sign of brave heart～ 2ndで行われた増田博正とのエキシビジョンマッチを最後に現役を引退。

## 戦績
| キックボクシング 戦績 | キックボクシング 戦績 | キックボクシング 戦績 | キックボクシング 戦績 | キックボクシング 戦績 | キックボクシング 戦績 | キックボクシング 戦績 |
| --------------------- | --------------------- | --------------------- | --------------------- | --------------------- | --------------------- | --------------------- |
| 38 試合               | (T)KO                 | 判定                  | その他                | 引き分け              | 無効試合              |                       |
| 25 勝                 | 19                    | 6                     | 0                     | 0                     | 0                     |                       |
| 13 敗                 | 5                     | 8                     | 0                     | 0                     | 0                     |                       |

| 勝敗 | 対戦相手                       | 試合結果                                     | 大会名 | 開催年月日     |
| ×    | 野杁正明                       | 2R 1:56 KO                                   | Krush Grand Prix 2013 | 2013年1月14日  |
| ×    | 寺崎直樹                       | 延長1R終了 判定0-3                           | Krush.12 | 2011年9月24日  |
| ×    | 大和哲也                       | 2R 1:30 TKO                                  | ニュージャパンキックボクシング連盟「NJKF 15周年記念シリーズ NEW JAPAN BLOOD 3」                                                              | 2011年5月21日  |
| ○    | 大石駿介                       | 2R 0:51 KO（右ストレート）                   | K-1 WORLD MAX 2010 -70kg World Championship Tournament FINAL 【オープニングファイト】                                                        | 2010年11月8日  |
| ○    | 松本芳道                       | 1R 1:21 KO（左膝蹴り）                       | 新日本キックボクシング協会「TITANS NEOS VIII」                                                                                               | 2010年9月11日  |
| ×    | カノンスック・ウィラサクレック | 3R終了 判定0-3                               | J-NETWORK「FORCE for the TRUTH of J 2nd」 | 2010年5月3日   |
| ×    | アバット・アハマド             | 3R 2:50 TKO（ドクターストップ：カット）      | M-1 FAIRTEX SINGHA BEER ムエタイチャレンジ 2009「Yod Nak Suu vol.3」 【WPMF世界スーパーライト級王座決定戦】                                  | 2009年9月13日  |
| ○    | 菅原勇介                       | 3R 1:30 TKO（ドクターストップ：カット）      | M-1 FAIRTEX SINGHA BEER ムエタイチャレンジ 2009「Yod Nak Suu vol.2」 【M-1スーパーライト級王座決定戦】                                       | 2009年6月21日  |
| ×    | カノンスック・ウィラサクレック | 5R終了 判定0-3                               | M-1 FAIRTEX SINGHA BEER ムエタイチャレンジ「Legend of elbows 2008 〜JAO SUU〜」                                                              | 2008年11月9日  |
| ×    | チャイディ・力                 | 3R終了 判定0-3                               | J-NETWORK「Let's Kick with J the 4th」 | 2008年10月3日  |
| ○    | 壮泰                           | 1R 1:44 KO（右ストレート）                   | マーシャルアーツ日本キックボクシング連盟「BREAK THROUGH-3 〜突破口〜」                                                                       | 2008年4月29日  |
| ○    | ソンクラー・センチャイジム     | 3R 1:36 TKO（ドクターストップ：カット）      | ニュージャパンキックボクシング連盟「MuayThai Heritage」                                                                                      | 2007年12月9日  |
| ○    | パク・キジョン                 | 1R 2:24 KO（膝蹴り）                         | J-NETWORK「Championship Tour of J 1st」 | 2007年8月3日   |
| ×    | 梶原龍児                       | 5R終了 判定0-3                               | J-NETWORK「TEAM DRAGON QUEST 1」 【WFCAタイボクシング世界ライト級タイトルマッチ】                                                            | 2007年6月3日   |
| ×    | 山本佑機                       | 3R終了 判定0-3                               | マーシャルアーツ日本キックボクシング連盟「マーシャルアーツキック賞金争奪トーナメント士道館新春正月興行」 【LIGHTNING TOURNAMENT '07 準決勝】 | 2007年1月12日  |
| ○    | ベン・スピヴァック             | 3R終了 判定3-0                               | J-NETWORK「MACH GO! GO! '06 〜フライ級最強決定トーナメント決勝戦＆喧嘩火山再爆発〜THE REMATCH 寒川×我龍〜」                                  | 2006年11月22日 |
| ×    | 石井宏樹                       | 4R終了時 TKO（ドクターストップ：左瞼カット） | 新日本キックボクシング協会「TITANS 3rd」 | 2006年4月28日  |
| ○    | 山本雅美                       | 5R終了 判定3-0                               | J-NETWORK「GO! GO! J-NET '06 〜Light my fire!〜」                                                                                            | 2006年1月9日   |
| ○    | カリム・エル・オスロウティ     | 5R 1:28 KO（顔面への膝蹴り）                 | J-NETWORK「GO! GO! J-NET '05 〜SKY HIGH〜」 【WFCA世界ライト級王座決定戦】                                                                   | 2005年9月21日  |
| ×    | 白鳥忍                         | 5R終了 判定0-3                               | マーシャルアーツ日本キックボクシング連盟「DETERMINATION≪決心≫5 〜戦場の虎〜」                                                                | 2005年6月24日  |
| ○    | 木村允                         | 2R 1:59 TKO（ドクターストップ：カット）      | マーシャルアーツ日本キックボクシング連盟「DETERMINATION≪決心≫2nd 〜激突☆王者VS王者〜」                                                       | 2005年3月13日  |
| ○    | ムラッド・ティアルティ         | 5R 1:12 KO（膝蹴り）                         | J-NETWORK「Kick Squad 6」 | 2004年12月5日  |
| ○    | ロブ・ストーレイ               | 2R 2:53 TKO（カット）                        | J-NETWORK「Kick Squad 4」 | 2004年7月25日  |
| ×    | 吉本光志                       | 3R終了 判定0-3                               | 全日本キックボクシング連盟「全日本ライト級最強決定トーナメント2004 2nd.STAGE」 【ライト級トーナメント 2回戦】                                | 2004年4月16日  |
| ○    | 湟川満正                       | 1R 0:54 KO（膝蹴り）                         | 全日本キックボクシング連盟「全日本ライト級最強決定トーナメント2004 1st.STAGE」 【ライト級トーナメント 1回戦】                                | 2004年3月13日  |
| ○    | 金沢久幸                       | 5R 0:36 TKO（ドクターストップ：額カット）    | J-NETWORK「Through The Fire」 | 2003年10月19日 |
| ○    | ペプチヤン・スコータイ         | 3R 2:40 KO（右ストレート）                   | J-NETWORK「duel in mid summer」 | 2003年7月21日  |
| ○    | ペプチヤン・スコータイ         | 2R 0:53 KO（右ローキック）                   | J-NETWORK「The Magnificient 5」 | 2002年12月1日  |
| ○    | 浜川憲一                       | 3R 1:45 TKO（レフェリーストップ：カット）    | J-NETWORK「J-BLOODS」 | 2002年4月21日  |
| ○    | 中林勇人                       | 5R終了 判定3-0                               | J-NETWORK「THE CRUSADE-3」 | 2001年10月14日 |
| ×    | 井上哲                         | 2R 1:23 TKO（ドクターストップ：額カット）    | J-NETWORK「MAKING THE ROAD-II」 | 2001年2月26日  |
| ○    | カチャスック・ジャンボジム     | 4R 0:48 TKO（ドクターストップ：カット）      | J-NETWORK「SHANGURILA-III」 | 2000年10月17日 |
| ○    | 五十嵐ヨシユキ                 | 5R終了 判定3-0                               | J-NETWORK「SHANGURILA-2」 【初代J-NETWORKライト級王座決定戦】                                                                                | 2000年7月31日  |
| ○    | 横山潔昌                       | 3R 1:06 KO（レフェリーストップ：カット）     | J-NETWORK「MAKING THE ROAD」 【J-NETWORKライト級初代王座決定トーナメント 1回戦】                                                             | 2000年6月26日  |
| ○    | 竹村亮                         | 2R 1:22 TKO                                  | J-NETWORK「KICK BOXING SHANGURILA-1」 | 2000年2月4日   |
| ○    | 島明雄                         | 2R 2:42 KO                                   | J-NETWORK「KICK the KICK 1999-Stage3」 | 1999年10月14日 |
| ○    | ウルフル原田                   | 3R終了 判定2-0                               | J-NETWORK | 1998年6月28日  |
| ○    | 亀倉孝夫                       | 3R終了 判定                                  | 不明 | 1997年3月9日   |

## 獲得タイトル
- 初代J-NETWORKライト級王座
- WFCAタイボクシング世界ライト級王座
- M-1スーパーライト級王座